# 日本血吸虫
日本血吸虫（学名：Schistosoma japonicum）是寄生于哺乳类肝门静脉和肠系膜静脉的寄生虫、寄生于人类的六种主要血吸虫之一。中间宿主为淡水螺、钉螺等。最终宿主是人、猫、犬、牛等多种哺乳类。日本血吸虫寄生于人引起的疾病叫日本血吸虫病。生活史包括卵、毛蚴、母胞蚴、子胞蚴、尾蚴、童虫、和成虫等阶段。
日本最大的感染地带山梨县在1996年2月宣布日本血吸虫病流行之终结，2000年福冈县也宣言片山钉螺（學名：Oncomelania nosophora）的灭绝。最后一次发现片山钉螺是在福冈县久留米市，所以久留米市为了哀悼片山钉螺建立了。日本是世界上唯一人工绝灭了片山钉螺的国家。